# Brussels Basketball in het seizoen 2025/26
Het seizoen 2025/2026 was het 27e jaar in het bestaan van de Brusselse basketbalclub Brussels Basketball sinds de fusie in 1999.

## Verloop
Volgende spelers verlieten de ploeg na vorig seizoen: Yannick Desiron, Terry Deroover, Douglas Ntesa, Tucker Richardson en Raijon Kelly. Nieuwe spelers werden: Kobe Abelshausen, Evert Van Eyck, Arne Schrevens, de Amerikanen Demetric Horton en JJ Overton en de Kroaat Tonko Vuko. Coach Serge Crèvecoeur kreeg ook twee nieuwe assistenten naast zich met Theodoris Alexandridis en Clément Jovanovic naast de komst van Thomas Creppy als individuele trainer. Ook Laurent Monier keerde terug als assistent-coach.

## Ploeg
Antwerp Giants ·
Brussels Basketball ·
Den Helder SUNS ·
Donar ·
Rotterdam City ·
Heroes Den Bosch ·
Kangoeroes Mechelen ·
Kortrijk Spurs ·
Landstede Hammers ·
Leuven Bears ·
Limburg United ·
LWD Basket ·
Okapi Aalst ·
Oostende ·
PrismaWorx BAL ·
Spirou Charleroi ·
Union Mons-Hainaut ·
ZZ Leiden